# Mieleszynek
Mieleszynek – wieś w Polsce położona w województwie łódzkim, w powiecie wieruszowskim, w gminie Wieruszów.
| SIMC    | Nazwa   | Rodzaj    |
| ------- | ------- | --------- |
| 0210690 | Cieluch | część wsi |
| 0210708 | Grobla  | część wsi |

W latach 1975–1998 miejscowość administracyjnie należała do województwa kaliskiego.